# Caroline Richings-Bernard
Pour les articles homonymes, voir Bernard (patronyme).
 (mai 2025).
Caroline Richings-Bernard, née en 1827 et morte en 1884, est une chanteuse, impresario, pianiste et compositrice américaine.

## Biographie
Caroline Richings-Bernard est une célèbre chanteuse américaine. Elle a composé de nombreux morceaux de chant, parmi lesquels O Word of God Incarnate est probablement le plus connu.